# عبد الحميد زكي
عبد الحميد زكي (10 ديسمبر 1899 - 24 مايو 1970) ممثل مصري.

## حياته ونشأته
من مواليد مدينة القاهرة عام 1899، ترك دراسته وتعليمه من أجل الفن، قام في العديد من أدواره بتمثيل شخصيات الأدوار الشعبية الثانية، حيث أنه كثيرًا ما كان يظهر في دور السمسار والفكهاني والمعلم وغيرها من المهن الأخرى. عمل زكي في بداية مشواره على مسرح الفنان الراحل (نجيب الريحاني)، ونجم الكوميديا المصري (علي الكسار). ومن أبرز أعماله (ألمظ وعبده الحامولي) عام 1962 و(زوج بالإيجار) عام 1961. كما عمل أيضًا مديرًا للإنتاج في العديد من الأفلام.
نشر موقع الوطن مقالة عن عبد الحميد زكي تحت عنوان «عبد الحميد زكي.. مشخصاتي السينما و» أنا الشرق" تجربته الإخراجية الوحيدة"، وجاء فيها: «تخلى عن الدراسة ولم يحظَ بالتعليم، ليسبح هائمًا في بحور الفن بحثًا عن النجومية والشهرة، ووفقًا لهذه الفترة الزمنية تكون البداية من المسارح، وتنقل بين عدد من الفرق المسرحية... لمع الفنان عبد الحميد زكي على خشبة المسرح، وكان من أشهر المضحكين في هذه الفترة، ورغم تمتعه بحس الفكاهة على خشبة المسرح، إلا أن صناع السينما، كان لهم رأيًا آخر ولم يلتفتوا إلى أنه يمكن لهذا الوجه الذي تتميز ملامح بالصرامة، أن يكون كوميديانًا، وتم حصره في أدوار غالبيتها خارجة عن القانون، ونجح في إجادة فن التشخيص، وتجسيد الأدوار بشكل لافت للنظر».

## أعماله
أخرج فيلماً واحداً: «أنا الشرق» عام 1956.
أنتج 21 فيلماً كان أهمها:
«النائب العام» 1946 (مدير إنتاج)
«أولاد الشوارع» 1951 (مدير إنتاج)
«المنزل رقم 13» 1952 (مدير إنتاج)
«قطار الليل» 1953 (مدير إنتاج)
«عائشة» 1953 (مدير إنتاج)
«ابن للإيجار» 1953 (مدير إنتاج)
«الأيدي الناعمة» 1963 (مدير إنتاج)
شارك في تمثيل 172 فيلماً كان أهمها:
«ممنوع الحب» للمخرج محمد كريم 1942 (قام بدور عربجي الحنطور)
«القلب له واحد» للمخرج بركات 1945 (قام بدور جمل الطباخ)
«ليلى بنت الأغنياء» للمخرج أنور وجدي 1946 (قام بدور عمدة القرية)
«قلبي دليلي» للمخرج أنور وجدي 1947 (قام بدور «إسماعيل» من أفراد العصابة)
«ليلة العيد» للمخرج حلمي رفلة 1949 (قام بدور صاحب المسرح)
«غزل البنات» للمخرج أنور وجدي 1949 (قام بدور ناظر المدرسة)
«المليونير» للمخرج حلمي رفلة 1950 (قام بدور مدير المسرح)
«لحن الخلود» للمخرج بركات 1952 (قام بدور الجرسون فار)
«ريا وسكينة» للمخرج صلاح أبو سيف 1952 (قام بدور المعلم القللي)
«حياة أو موت» للمخرج كمال الشيخ 1954 (قام بدور الأسطى شلبي)
«الطريق المسدود» للمخرج صلاح أبو سيف 1958 (قام بدور إسماعيل بك)
«ألمظ وعبده الحامولي» للمخرج حلمي رفلة 1962 (قام بدور مقاول البناء)

## وصلات خارجية
- عبد الحميد زكي على موقع IMDb (الإنجليزية)
- عبد الحميد زكي على موقع الدهليز
- عبد الحميد زكي على موقع قاعدة بيانات الأفلام العربية
- عبد الحميد زكي على موقع دهليز
- عبد الحميد زكي على موقع كاروهات
- عبد الحميد زكي على موقع أخبار الوطن